# 塔爾梅奇 (緬因州)
塔爾梅奇（英語：Talmadge）是一個位於美國緬因州華盛頓縣的鎮。

## 人口
根據2020年美國人口普查的數據，塔爾梅奇的面積為101.16平方千米，當中陸地面積為97.90平方千米，而水域面積為3.26平方千米。當地共有人口70人，而人口密度為每平方千米1人。